# Charlotte Marian
Charlotte Marian, nom d’artiste de Charlotte Katja Bischoff, née le 16 février 1937 à Obernburg am Main, est une chanteuse allemande.

## Biographie
Après son abitur, elle prend des cours de chant et fait des apparitions dans des clubs, malgré le souhait de ses parents. Elle passe un semestre comme fille au pair en Suisse. À son retour, elle fait des études de romanistique qu'elle arrête au bout d'un an pour se consacrer à la musique. Elle continue sa formation vocale et fait des tours de chant. En 1959, elle chante dix-sept chansons pour remporter le concours de Radio Luxemburg et un contrat avec le label Tempo. Elle forme d'abord un duo avec Claus Herwig pour Tempo et Telefunken. Elle devient ensuite avec Manuela et Monika Grimm membre des Tahiti-Tamourés. Pour Tempo, Elle reprend le succès de Tahiti-Tamourés, Wini-Wini/Bey, Bey Samao, sous le pseudonyme de Waikiki-Tamoures, un duo avec elle-même.
En 1962, elle épouse le compositeur Christian Bruhn. Elle enregistre sous des pseudonymes comme Charlotte Bruhn, Geschwister Herzog, Auer Dirndl ou Gaby Wolf des compositions de Bruhn ainsi que des reprises de succès de chanteuses comme Petula Clark, Siw Malmkvist, France Gall, Peggy March, Gitte Hænning, Melina Mercouri, Nana Mouskouri, Manuela, Wencke Myhre, Connie Francis...

## Source de la traduction
- (de) Cet article est partiellement ou en totalité issu de l’article de Wikipédia en allemand intitulé « Charlotte Marian » (voir la liste des auteurs).